# Бункер

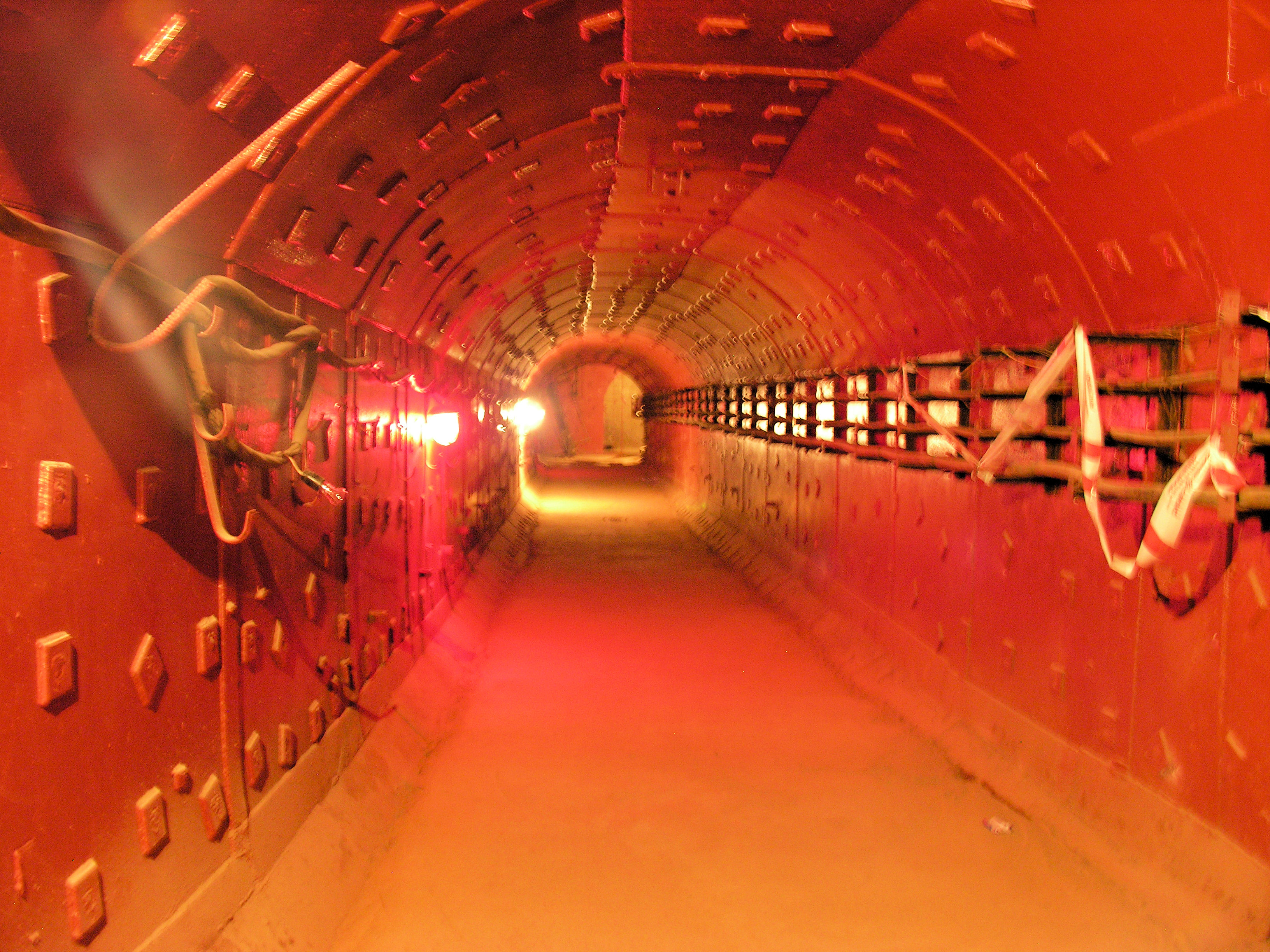
Тунель, Музей холодної війни, Москва

Бу́нкер (нім. Bunker) — добре укріплена захисна або оборонна споруда. Зазвичай споруджуються під землею, проте бувають напівзаглиблені та поверхневі, якщо того вимагають умови оборони (ДЗОТи) чи будівництва (високе залягання ґрунтових вод, занадто міцні породи, що не дозволяють швидко побудувати споруду). Бункери інтенсивно використовувались під час Першої та Другої світових війн для розміщення командних центрів, вузлів зв'язку, складів та інших важливих елементів військового призначення. Під час Холодної війни споруджувалися величезні масивні бункери, що мають інфраструктуру управління військами та державою з метою захисту керівництва на випадок Ядерної війни. В Сполучених Штатах Америки в цей час бункер став частиною культури, люди будували модель справжніх бункерів у дворах своїх будинків на випадок ворожого нападу.
Знамениті бункери американо-канадської системи повітряного попередження NORAD включають підземні споруди в горі Шаєнн. Бункери будувалися в оборонних цілях і Радянським Союзом. Велике значення бункерам надають різні диктатори, витрачаючи величезні суми на їх спорудження. Осама бен Ладен влаштував підземне сховище в Тора Бора, використавши природні печери, розширивши та поглибивши їх. 

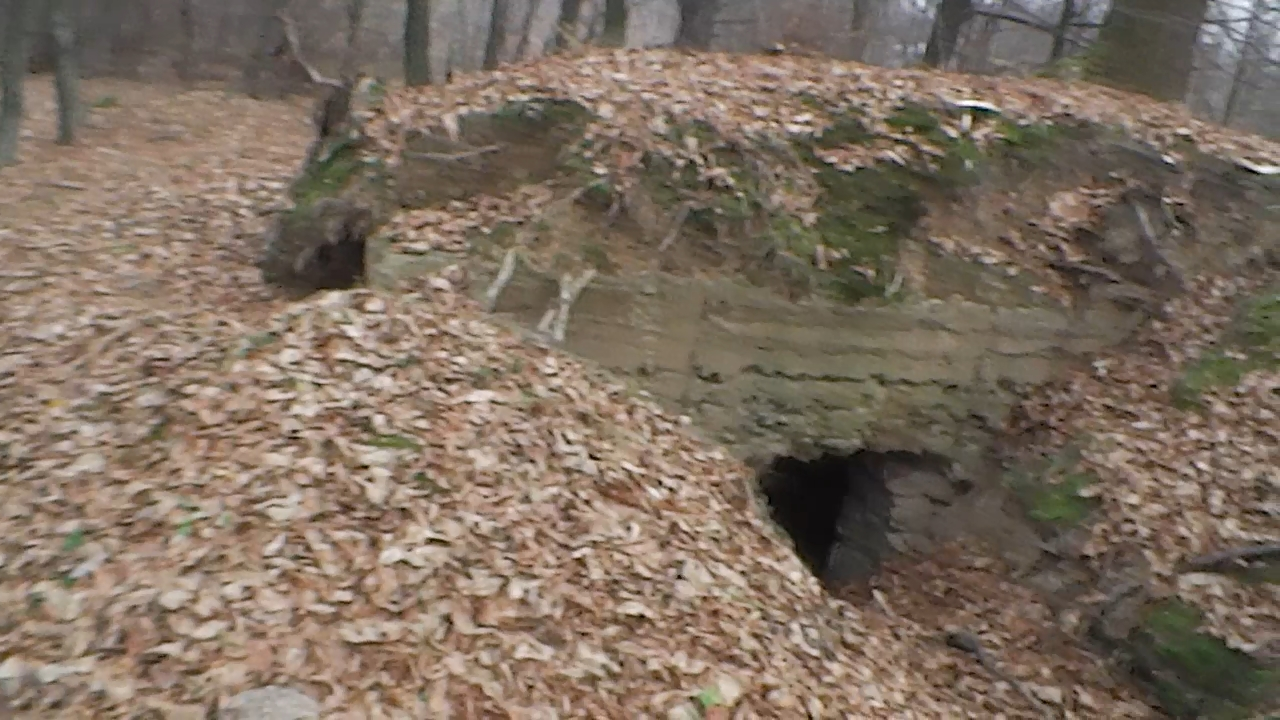
Австрійський бункер часів Першої Світової Війни в Західній Україні
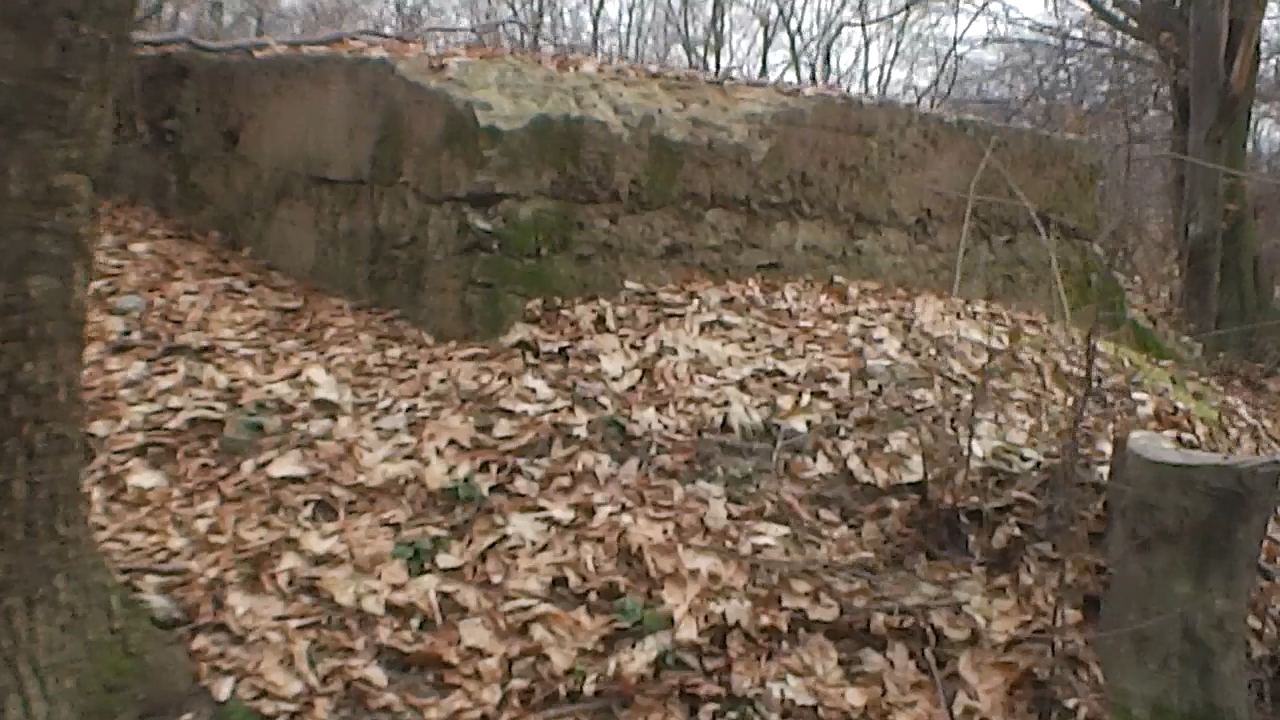
Австрійський бункер часів Першої Світової Війни в Західній Україні (лінія оборони)
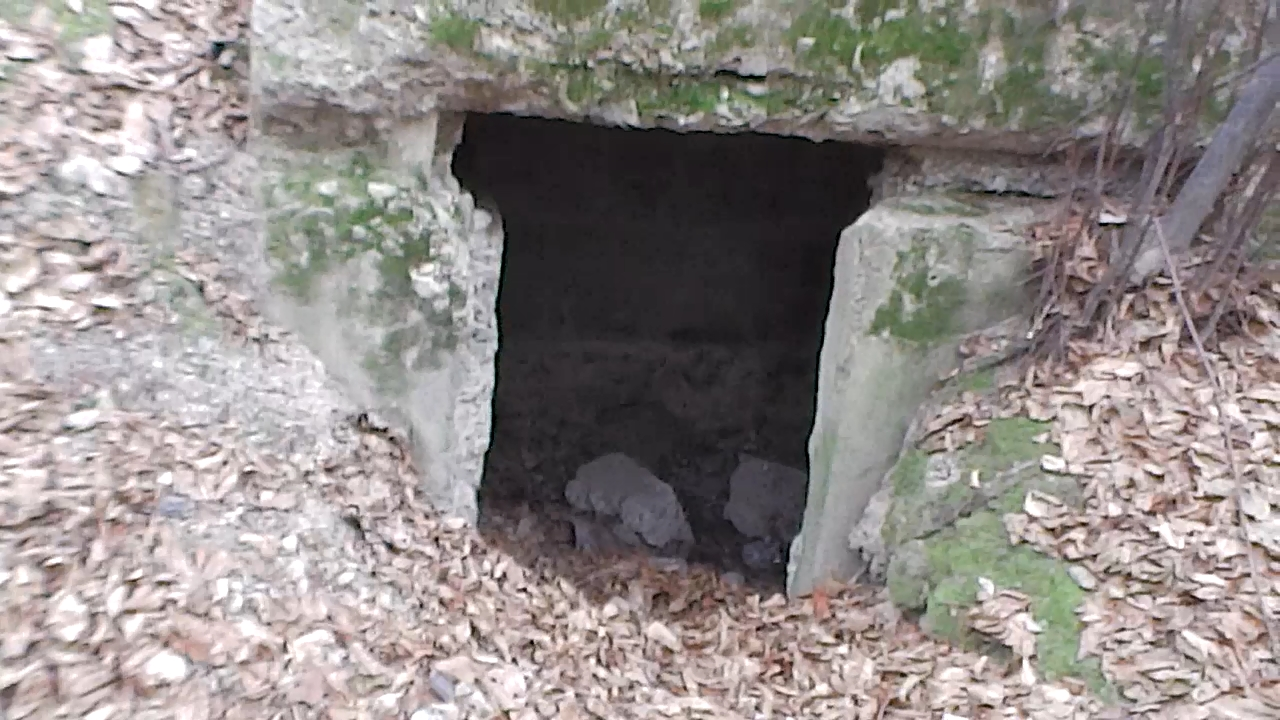
Вхід в австрійський бункер
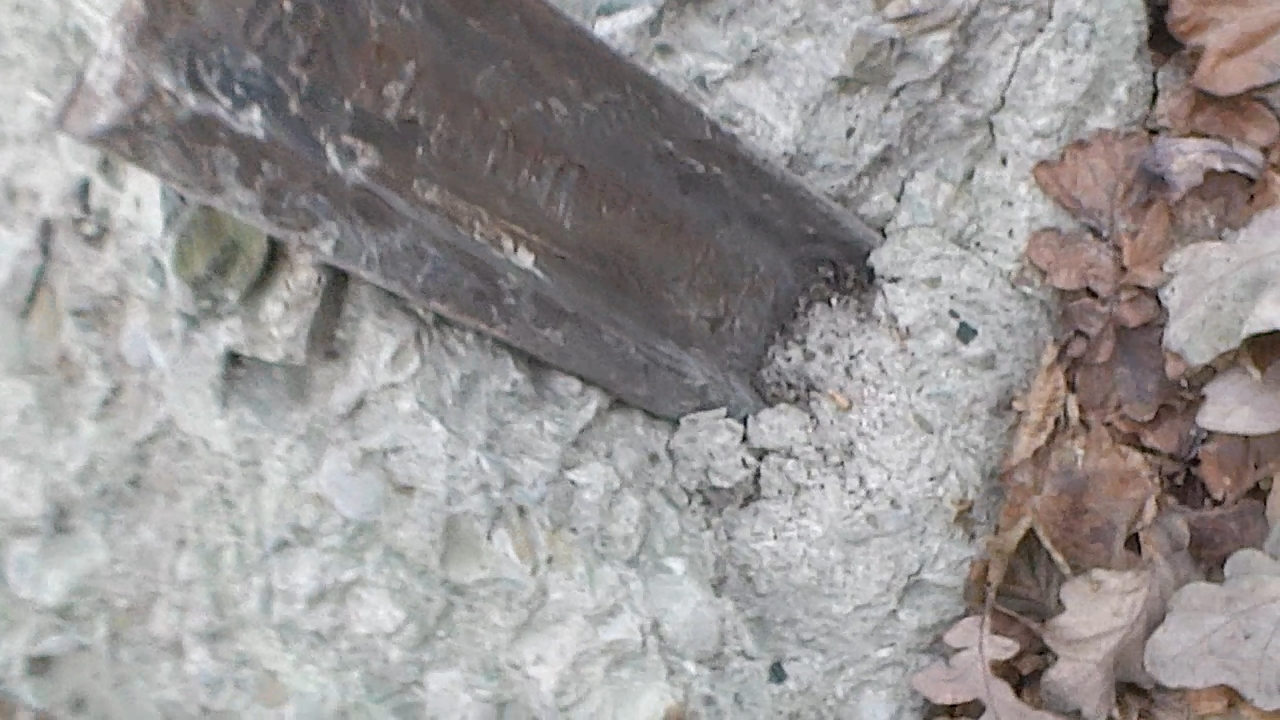
Залишки австійського бункеру. Був зруйнований мисливцями за металом. Напис на рейці - Kladno 1890

- I. Wus, Austrian line of defense structures from I World War in West Ukraine (part I), архів оригіналу за 22 травня 2015, процитовано 4 грудня 2014
- I. Wus, Austrian line of defense structures from I World War in West Ukraine (part II), архів оригіналу за 18 травня 2015, процитовано 4 грудня 2014